# Fatima Bhutto
Fatima Murtaza Bhutto (em urdu: فاطمہ مرتضی بھٹو, Cabul, 29 de maio de 1982) é uma poetisa e escritora paquistanesa. Ela é a neta de Zulfikar Ali Bhutto e Nusrat Bhutto, sobrinha de Benazir Bhutto e Shahnawaz Bhutto e filha de Murtaza Bhutto. Fatima Bhutto tornou-se conhecida após a publicação de seu primeiro livro, Whispers of the Desert, uma coleção de poemas, e recebeu cobertura notável por seu segundo livro, 08:50 de 08 de outubro de 2005.
Fatima Bhutto está envolvida na área social-política do Paquistão, apoiando sua madrasta Ghinwa Bhutto e o Partido Popular do Paquistão, mas não tem vontade de concorrer a um cargo político.

## Vida pessoal
Fatima Bhutto nasceu em 29 de maio de 1982 em Cabul, no Afeganistão, filha de Murtaza Bhutto, político paquistanês, e de Fauzia Fasihudin Bhutto, afegã filha do ex-ministro de Relações Exteriores do Afeganistão. Seus pais se divorciaram quando ela tinha três anos de idade, e ela passou a viver com seu pai viajando de país em país, o qual estava vivendo no exílio durante o regime militar do general Muhammad Zia-ul-Haq. Em 1989, seu pai conheceu Ghinwa Bhutto, uma professora de ballet libanesa, durante seu exílio na Síria, e então casaram-se. Fatima Bhutto considera Ghinwa como sua verdadeira mãe e mentora política. Ela é a neta de Zulfiqar Ali Bhutto e Nusrat Bhutto, sobrinha de Benazir Bhutto, Shahnawaz Bhutto e Sanam Bhutto e prima de Bilawal Bhutto, Bakhtawar Bhutto e Asifa Bhutto.
Seu pai foi morto pela polícia em 1996, em Karachi, durante a liderança de sua irmã, Benazir Bhutto, que era primeira-ministra à época. Sua mãe tentou obter sua custódia, sem sucesso, e sua guarda foi entregue aos seus avós. Atualmente, ela vive com sua madrasta e seu meio-irmão, Zulfiqar Ali Bhutto Jr., em Karachi.

## Carreira

### Educação
Fatima Bhutto terminou seu bacharelado em estudos do Oriente Médio no Barnard College, da Universidade Columbia, nos Estados Unidos, depois de cursar os seus estudos secundários na Escola Americana de Karachi. Ela fez um mestrado em Estudos da Ásia do Sul a partir da Escola de Estudos Orientais e Africanos, na Universidade de Londres.

### Política
Após o assassinato de sua tia, Benazir Bhutto, houve especulações sobre sua entrada na política. Em uma entrevista, ela afirmou que por enquanto ela prefere permanecer ativa por seu ativismo e escrita, e não através de cargo eletivo, e que ela tem de "desconsiderar uma carreira política por completo por causa do efeito de dinastias sobre o Paquistão", referindo-se aos laços tradicionais de sua família com a política paquistanesa. Embora Fatima Bhutto seja politicamente ativa, ela não está afiliada a nenhum partido político. Ela também expressou grande tristeza pela morte de sua tia, Benazir Bhutto.

### Publicações
O título do livro de Fatima Bhutto, 08:50 de 08 de outubro de 2005, marca o momento do terremoto na Caxemira em 2005, obra na qual registra relatos de pessoas afetadas. Ela também escreveu um livro de poesia, Whispers of the Desert. Um livro de memórias, Songs of Blood and Sword, foi publicado em abril de 2010. The Shadow of the Crescent Moon, sua estreia na ficção, foi publicado em novembro de 2013. Sua mais recente obra de ficção, um conto intitulado Democracy, foi publicado em fevereiro de 2015.